# 1223 w polityce

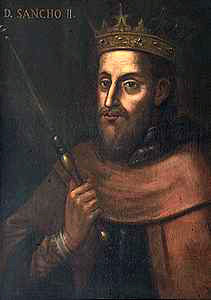
Sancho II, król Portugalii

Wydarzenia polityczne w 1223 roku.

## Wydarzenia
- Sancho II[1] zostaje królem Portugalii.
- Początek panowania Ludwika VIII, króla Francji[2].
- Klęska Rusinów w bitwie nad Kałką z Mongołami[3][4].

## Urodzili się
- Stefan Urosz I, król Serbii w latach (1243-1276)[5].

## Zmarli
- Filip II August, król Francji[2].